# سوپ اردک (فیلم ۱۹۲۷)
سوپ اردک (انگلیسی: Duck Soup) فیلمی زوج هنری در سبک کمدی است که در سال ۱۹۲۷ منتشر شد.

## بازیگران
- استن لورل
- اولیور هاردی
- جیمز مارکوس
- استارت هولمز
- مادلین هورلوک
- باب کورتمن
- جیمز مارکوس
- ویلیام آستین
- ویلیام کورت‌رایت